# Guillaume de Septimanie
Pour les articles homonymes, voir Guillaume de Toulouse.
Guillaume de Septimanie (né le 29 novembre 826 à Toulouse - mort en 850 à Barcelone) fut le fils de Bernard de Septimanie et de Dhuoda. Comte d'Agen, il mourut, tout comme son père, décapité en 850 à Barcelone sur ordre de Charles le Chauve, pour n'avoir pas respecté sa promesse en tentant de s'emparer de la marche d'Espagne et de Barcelone.
Sa mère Dhuoda rédigea à son attention un Libellus Manualis (Manuel), l'un des principaux traités d'éducation écrits pendant la renaissance carolingienne, dont les préceptes moraux font un exemple de miroir.

### Ouvrages
- Philippe Sénac, Charlemagne et Mahomet : en Espagne (VIIIe – IXe siècles), Folio (Gallimard) Paris 2015  (ISBN 978-2-07-035794-9).